# Manzanares
För andra betydelser, se Manzanares (olika betydelser).

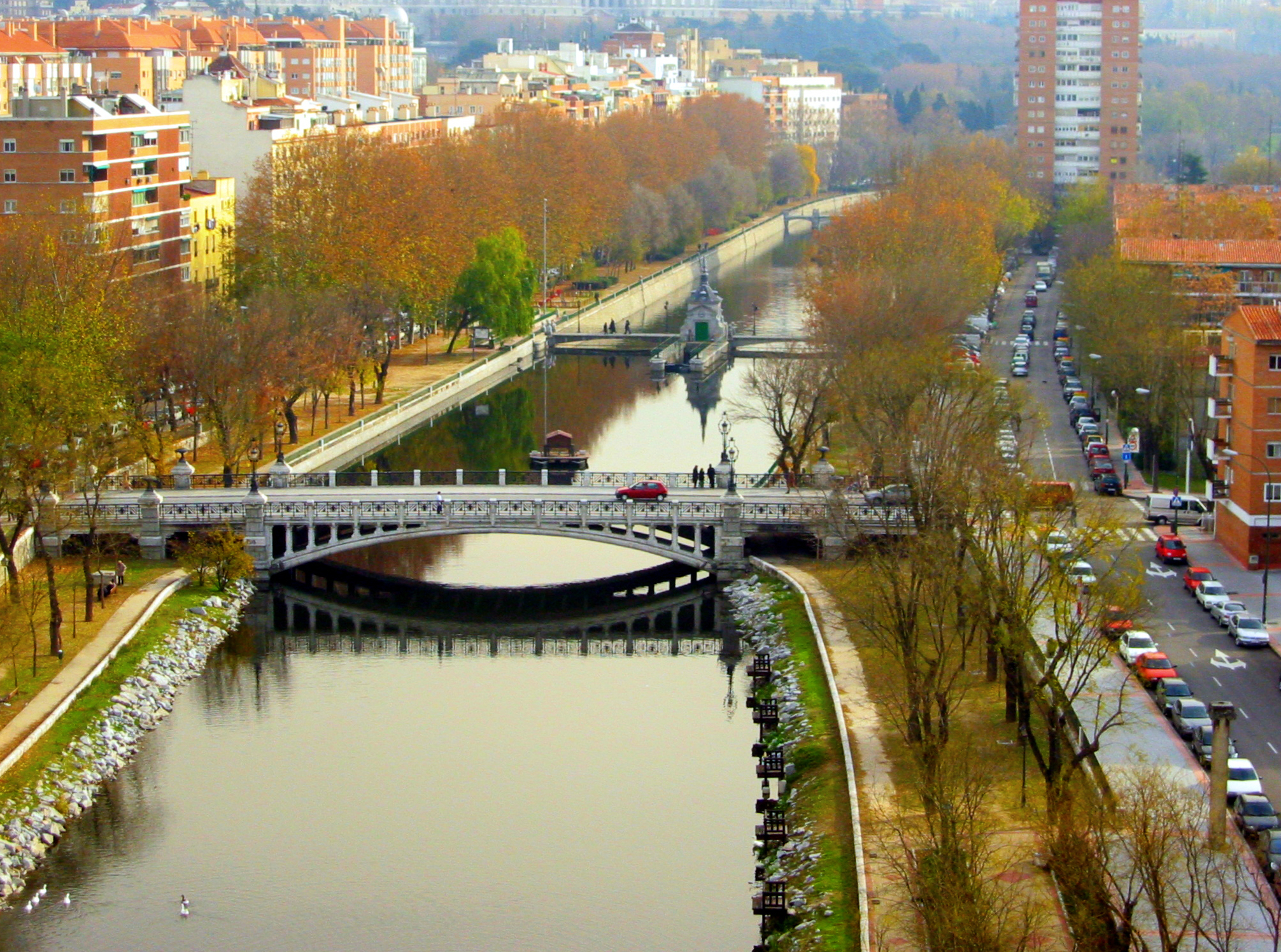
Manzanares i Madrid

Manzanares är en flod i den spanska provinsen Madrid. Den rinner upp på södra sidan av Sierra de Guadarrama och har sin källa på 2010 m ö.h. inom kommunen Manzanares el Real, flyter genom Madrid och mynnar ut i Tajos biflod Jarama. Längd 85 km. I det övre flödet inom Manzanare el Real däms vattnet i Santillana-dammen som är en av Madrids vattentäkter genom Santillana-kanalen sedan 1971. Den har stora flöden under våren efter snörika vintrar i dess övre del men mycket lite vatten i början på hösten under torra år. 
Floden fick sitt nuvarande namn på 1600-talet efter byn närmast dess källa. Tidigare var den känd som Río Guadarrama